# Pereszteg
Pereszteg is een plaats (község) en gemeente in het Hongaarse comitaat Győr-Moson-Sopron. Pereszteg telt 1449 inwoners (2015).

## Afbeeldingen

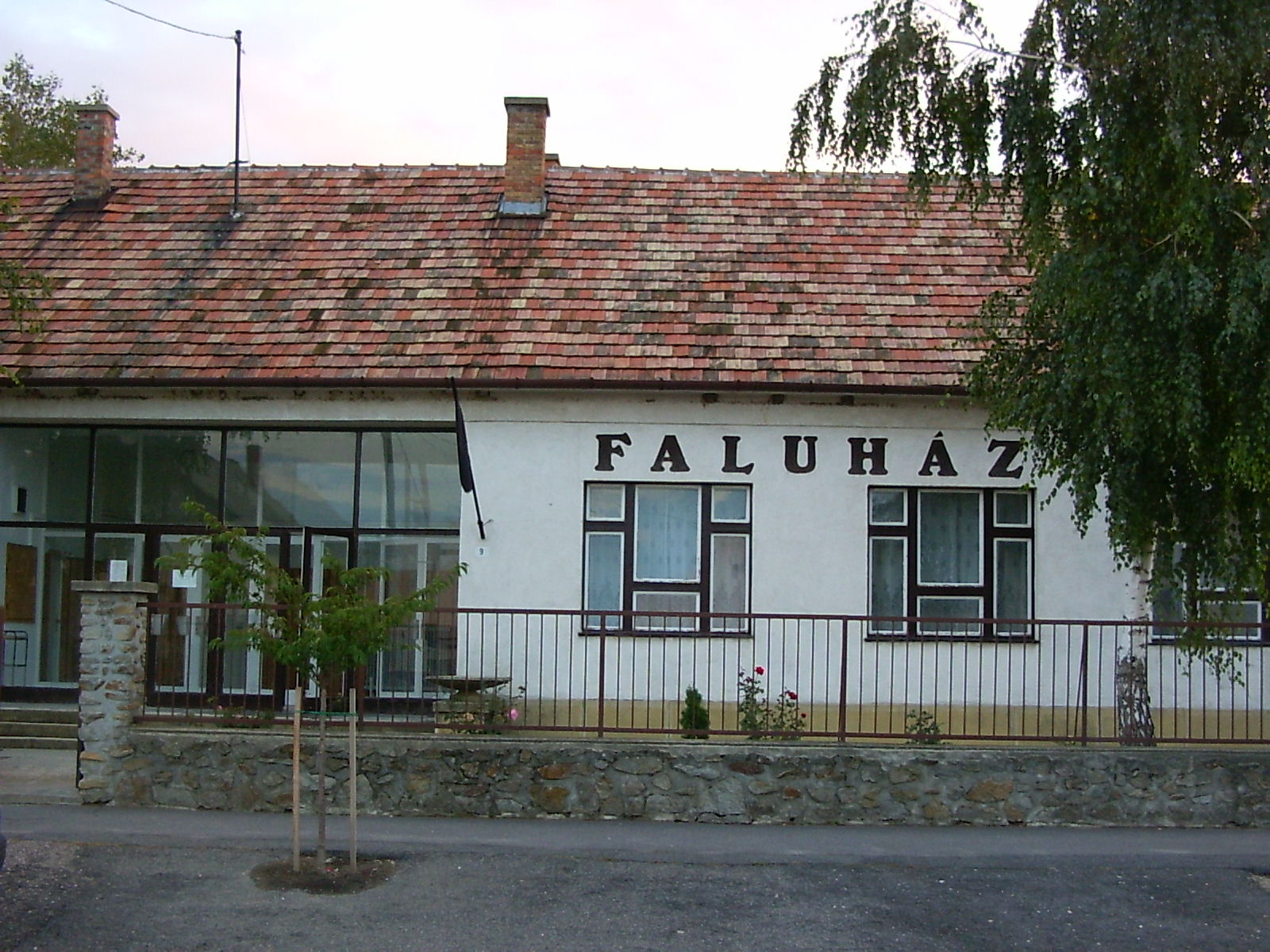
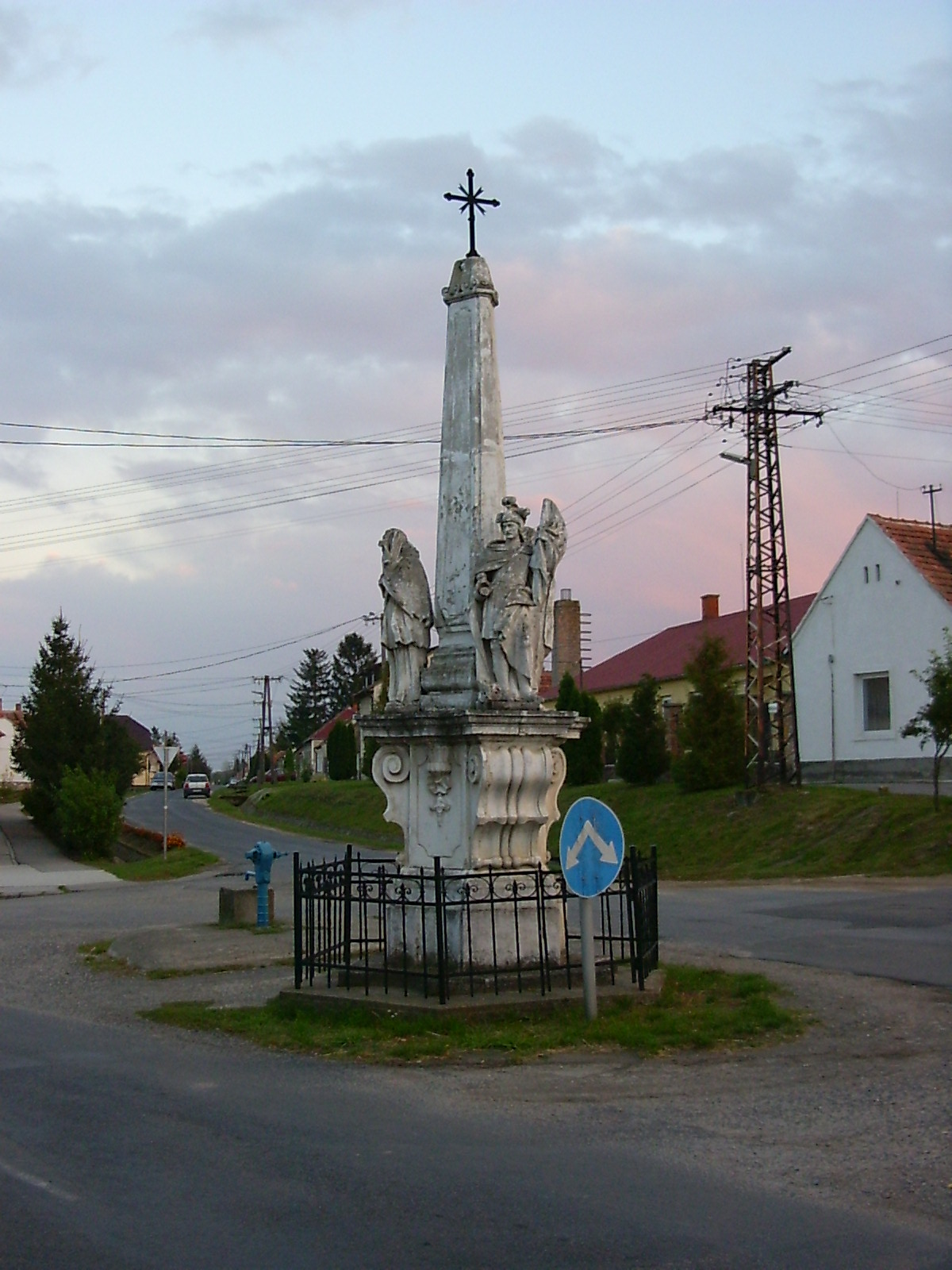